# Hans Moritz (Theologe)
Hans Moritz (* 15. Mai 1926 in Gautzsch; † 21. Juli 2017) war ein deutscher evangelisch-lutherischer Theologe, Hochschullehrer für Religionssoziologie, Direktor der Sektion Theologie an der KMU Leipzig.

## Leben
Moritz begann 1946 sein berufliches Wirken als Neulehrer in einer Schule von Markkleeberg, bevor er an der Universität Leipzig Evangelische Theologie studierte. Anschließend arbeitete er an einer Dissertation über die Theologie von Paul Tillich und wurde nach erfolgreicher Verteidigung zum Doktor der Theologie promoviert. Er wurde 1961 zum Direktor des Religionssoziologischen Instituts berufen. In den nächsten Jahren habilitierte er sich und wurde 1965 zur Professor für Evangelische Theologie ernannt und war seit 1968 Direktor der Sektion Theologie an der Karl-Marx-Universität. Seine theologischen Arbeiten bezogen sich vorrangig auf den Themenbereich des Glaubens und dessen Ausformungen angesichts der gesellschaftlichen Bedingungen, unter denen Glaubende leben. Im Jahre 1991 wurde Moritz emeritiert.
1946 trat Moritz der CDU der DDR bei, zu deren Führungskreis er später als Mitglied des Hauptvorstands gehörte. Auch in der Freien Deutschen Jugend (FDJ) arbeitete er mit und wurde Mitglied des FDJ-Zentralrats. Ebenfalls wirkte er im Friedensrat der DDR mit.
Seit 1959 war er unter dem Decknamen „Martin“ Inoffizieller Mitarbeiter des Ministeriums für Staatssicherheit.
Moritz war Mitglied der Christlichen Friedenskonferenz (CFK) und Teilnehmer der I. und II. Allchristlichen Friedensversammlung in Prag 1961 bzw. 1964.

## Werke
- Kirche : Gegenstand des Glaubens und soziale Gestalt. Karl-Marx-Univ., Leipzig. (Hrsg.: Der Rektor d. Karl-Marx-Univ. Wiss. Red. dieses H.: H. Moritz ; R. Otto) Person(en) Moritz, Hans [Red.] Verleger Leipzig : Rektor d. Karl-Marx-Univ., 1988.
- Vom Weltbezug des Glaubens : aus d. Arbeit d. Sekt. Theologie d. Karl-Marx-Univ. Hrsg.: Der Rektor d. Karl-Marx-Univ. Moritz, Hans (Hrsg.) Organisation(en) Universität Leipzig / Sektion Theologie; Verleger: Karl-Marx-Univ., Leipzig Erscheinungsjahr 1981
- Sein, Sinn und Geschichte beim frühen Paul Tillich. o. O. Erscheinungsjahr [1960] Umfang/Format 205 gez. Bl. ; 4 [Maschinenschr.] Hochschulschrift Leipzig, Theol. F., Diss. v. 30. Juni 1960.
- Arbeiten zur Kirchengeschichte und Religionswissenschaft. Hrsg. v. Kurt Meier ; Hans Moritz, Verleger: Niemeyer, Halle (S.)

## Ehrungen
- Vaterländischer Verdienstorden in Bronze (1975), in Gold (1986)